# Regionalwahl in den Abruzzen 1985
Die Regionalwahl in den Abruzzen 1985 fand am 12. und 13. Mai statt.

## Wahlergebnis
| Listen            | Listen                                        | Stimmen   | %    | Mandate |
| ----------------- | --------------------------------------------- | --------- | ---- | ------- |
|                   | Democrazia Cristiana                          | 367.300   | 44,3 | 19      |
|                   | Partito Comunista Italiano                    | 223.446   | 26,9 | 11      |
|                   | Partito Socialista Italiano                   | 97.464    | 11,7 | 5       |
|                   | Movimento Sociale Italiano – Destra Nazionale | 51.223    | 6,2  | 2       |
|                   | Partito Socialista Democratico Italiano       | 31.678    | 3,8  | 1       |
|                   | Partito Repubblicano Italiano                 | 23.399    | 2,8  | 1       |
|                   | Partito Liberale Italiano                     | 13.280    | 1,6  | 1       |
|                   | Lista Verde                                   | 9.956     | 1,2  | –       |
|                   | Democrazia Proletaria                         | 6.466     | 0,8  | –       |
|                   | Liga Veneta – Alleanza Italiana Pensionati    | 2.694     | 0,3  | –       |
|                   | UV – Partito Democratico – UPAP – Ecologia    | 1.442     | 0,2  | –       |
|                   | Partito Nazionale Pensionati                  | 1.140     | 0,1  | –       |
| Gesamt            | Gesamt                                        | 829.488   | 100  | 40      |
|                   |                                               |           |      |         |
| Ungültige Stimmen | Ungültige Stimmen                             | 49.188    | 5,6  |         |
| Wähler            | Wähler                                        | 878.676   | 83,4 |         |
| Wahlberechtigte   | Wahlberechtigte                               | 1.053.352 |      |         |